# Grecja na Letnich Igrzyskach Olimpijskich 1948
Grecję na Letnich Igrzyskach Olimpijskich 1948 w Londynie reprezentowało 61 zawodników: 60 mężczyzn i 1 kobieta. Był to 11. start reprezentacji Grecji na letnich igrzyskach olimpijskich.
Najmłodszym greckim zawodnikiem na tych igrzyskach był 21-letni lekkoatleta, Vasilios Mavroidis, natomiast najstarszym 40-letni żeglarz, Nikolaos Vlangalis. Chorążym reprezentacji podczas ceremonii otwarcia był żeglarz Georgios Kalambokidis.

## Zdobyte medale
Greccy zawodnicy podczas tej edycji igrzysk olimpijskich nie zdobyli żadnego medalu.